# Kulcsár-torony
A Kulcsár-torony (spanyolul: Torre del Clavero) a spanyolországi Salamanca egyik 15. századi műemléke.

## Története
A torony Francisco de Sotomayor palotájának részeként épült a 15. században. Van olyan forrás, amely arról ír, azért kapta a Kulcsár-torony nevet, mert a középkorban a Sotomayor család kapta meg a városfal kapukulcsainak őrzésére vonatkozó megbízást, és hogy a spanyol név a latin clave („kulcs”) szóból származik. Arról is lehet azonban olvasni, hogy Francisco de Sotomayor a Calatrava-rend úgynevezett clavero mayorja, azaz főclaverója volt, aki a körmeneteken hordozta a Jézus keresztre feszítéséhez használt szögeket (a szög spanyolul clavo).
1867-ben, amikor a torony Santa Marta őrgrófjának tulajdonában állt, a tulajdonos egy új épületet kezdett el felépíteni a telken, amelynek a torony is részét képezte. Létesített egy laternát is, amelyet hiába kifogásolt a Salamancai Műemlékek Salamancai Bizottsága is, az egészen 1885 szeptemberéig a helyén maradt, amikor is a torony felső szintje megsüllyedt. Bár az épületben komolyabb kár nem esett, a laternát eltávolították.
A tornyot 1931-ben nyilvánították műemlékké.

## Legendái
A toronyhoz több legenda is kapcsolódik. Az egyik szerint egy „fekete szellem” lakozott a toronyban, aki éjjel kijárt, hogy meggyilkolja az épület tulajdonosával ellenséges viszonyban álló María la Brava lovagjait, fejüket pedig fellógatta a torony tetejére. Egy másik legenda szerint itt tartották fogva Inês de Castro, I. Péter portugál király szeretőjének gyilkosait, mielőtt Lisszabonba vitték volna őket kivégzésre (ám ez a gyilkosság még a 14. század közepén történt, amikor a torony még nem állt).
A város egyik legismertebb legendája szintén kötődik a toronyhoz. Eszerint egy fiatal szerelmespár két tagja, Leonor és Ramiro két ellenséges családhoz tartozott, de mégis össze akartak házasodni. A lány, Leonor, a torony tulajdonosának családjából való volt, míg Ramiro a ma Torre del Aire néven ismert Négy Torony tulajdonosáéból. Egy éjjel a lány egy ablakon kivetett kötél segítségével megszökött, ám a hamarosan megrendezett esküvőre beállított a lány haragos apja, aki kardjával meggyilkolta saját lányát, majd a rátámadó vőlegényt is. Másnapra a két család nyílt fegyveres harcot tervezett egymás ellen, amelyre a Plaza del Corrillo téren került volna sor, ám amikor a szemben álló felek az összecsapásra készülődtek, Juan de Sahagún vezetésével vallásos körmenet érkezett a térre, az atya pedig békítő beszédet tartott előttük. A családok ennek hatására végül békét kötöttek, a gyilkos apa pedig egy katolikus rendnek adományozta a palotát, elrendelve, hogy a tornyot a leány emlékére őrizzék meg.

## Leírás
A gótikus stílusú torony Salamanca történelmi belvárosában, a Kolumbusz tér északkeleti sarkában áll. Alaprajza négyzetes, ám felső részén nyolcszögűvé változik, így minden oldalára egy-egy fiatornyot tudtak erősíteni. Magassága 28 méter, benne öt, csigalépcsővel összekötött szint található. Kis méretű ablakai szabálytalan eloszlásúak és méretűek, a legnagyobb ablakok alatt kis, lőrésszerű nyílások láthatók.

## Képek

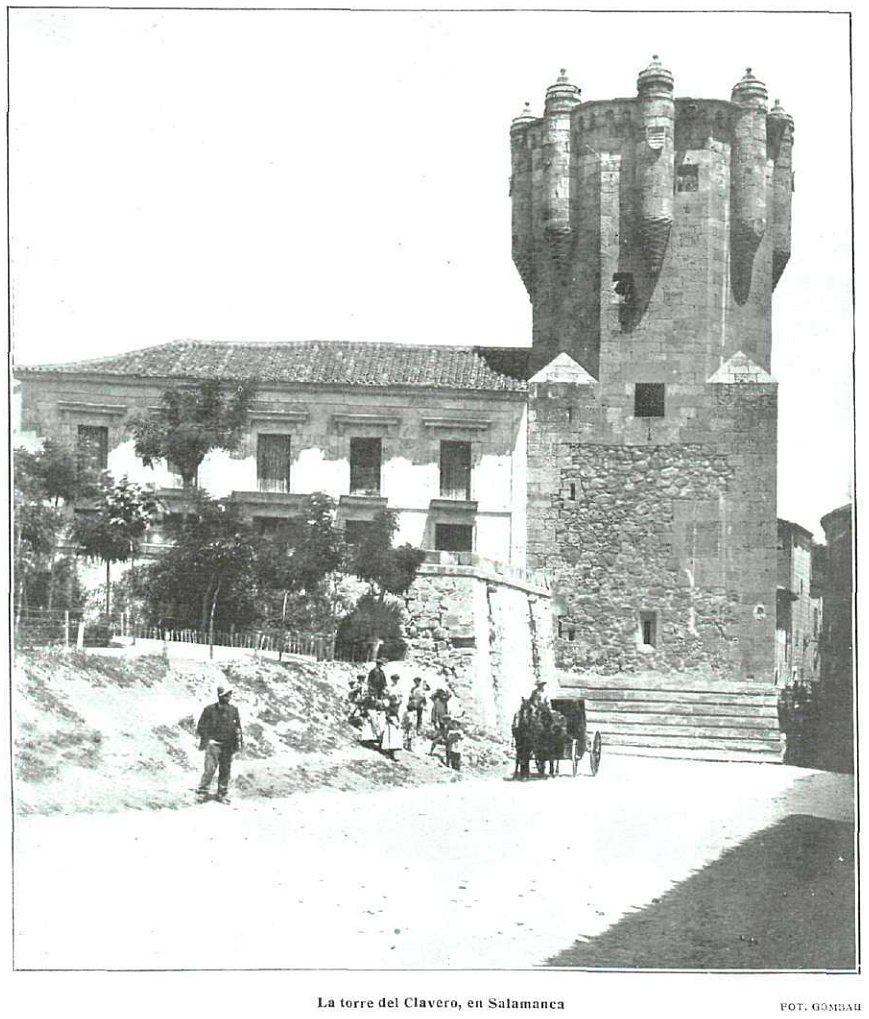
Régi kép a 19. század végéről vagy a 20. század elejéről
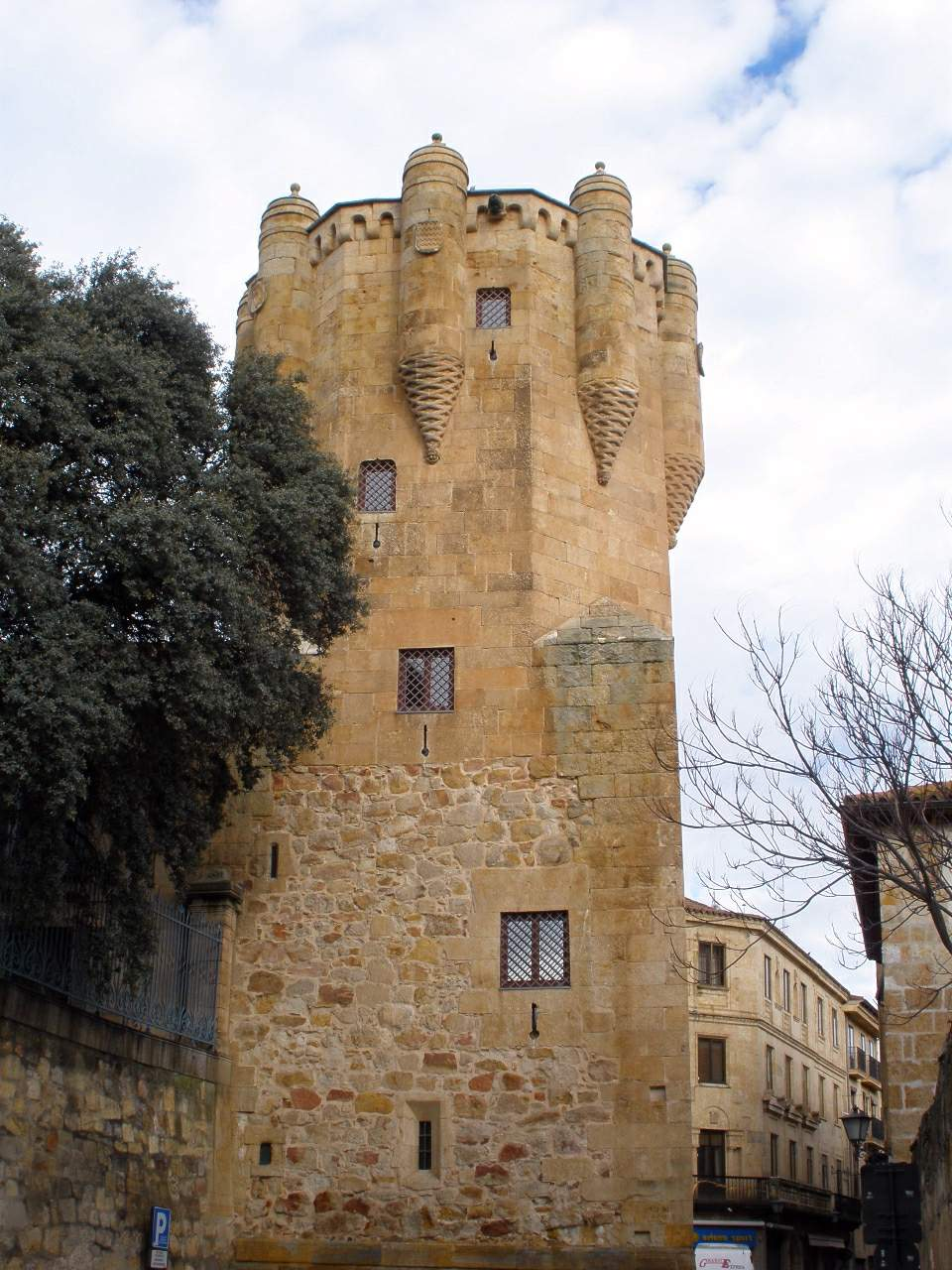
A torony
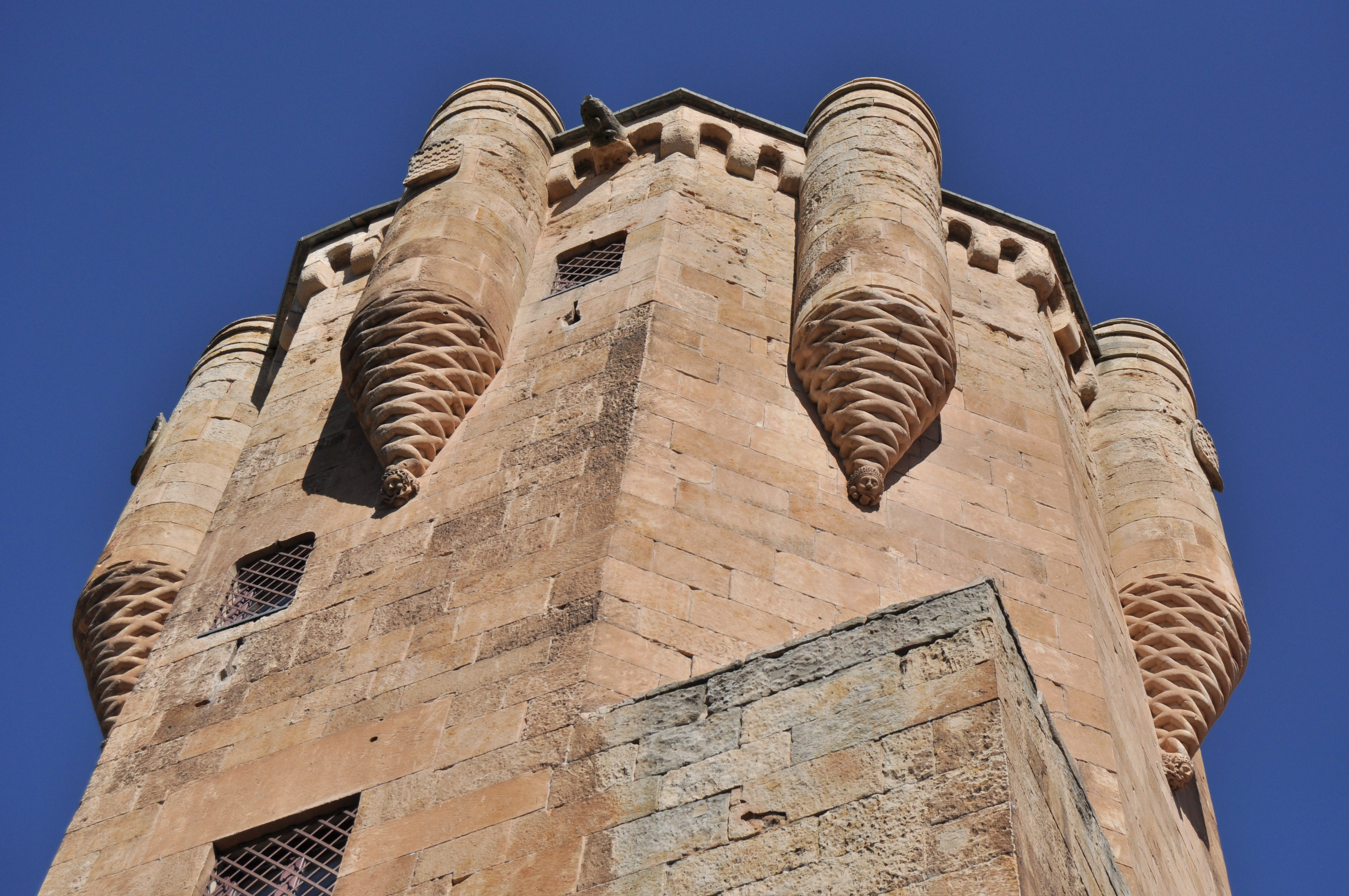
Részlet
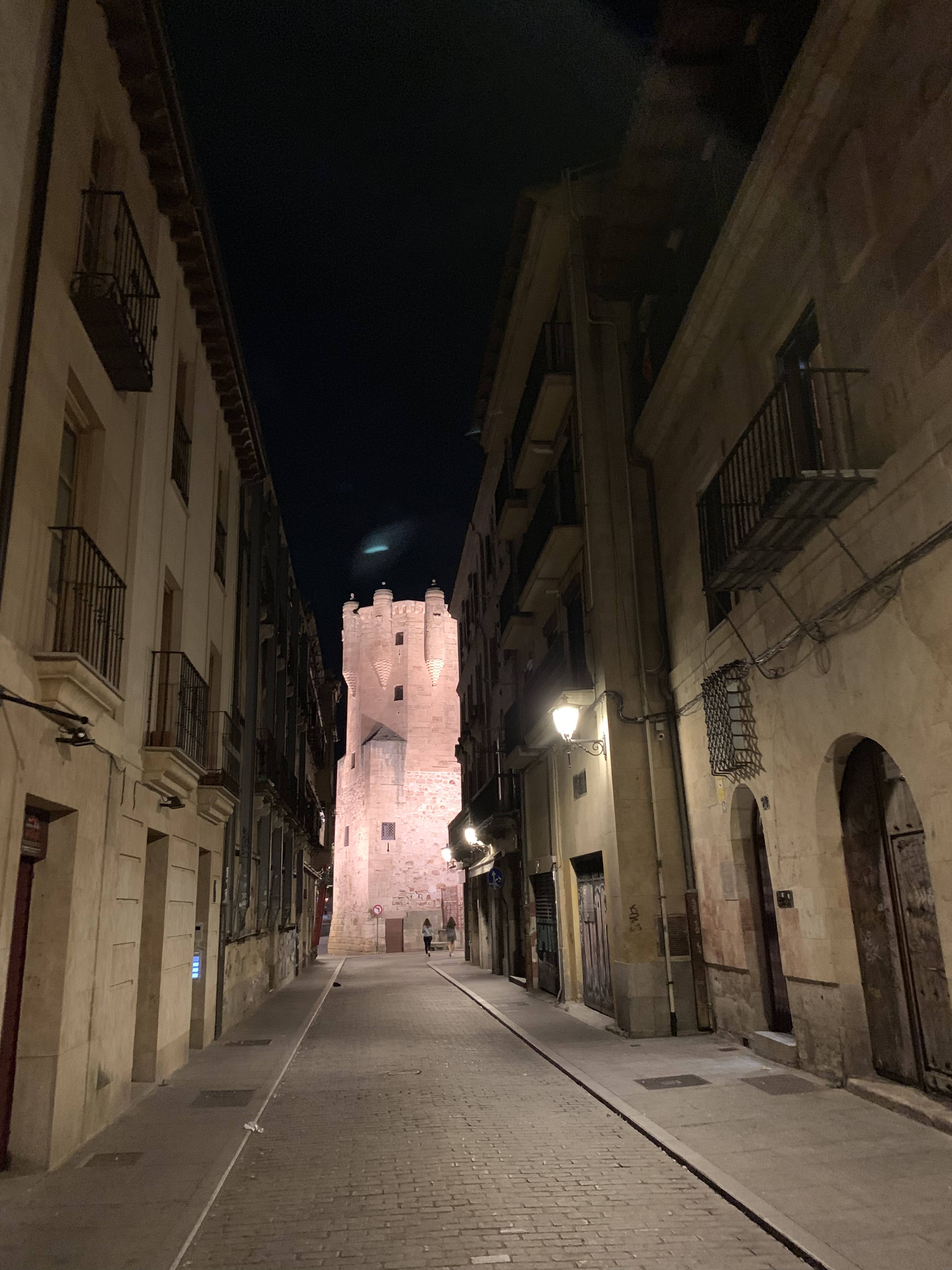
Éjjel, kivilágítva